# Conseil départemental de la Vienne
Le conseil départemental de la Vienne est l'assemblée délibérante du département français de la Vienne, collectivité territoriale décentralisée. Son siège se trouve à Poitiers.

## Président
Le président du conseil départemental de la Vienne est Alain Pichon (divers droite). Il a été réélu le 1er juillet 2021.
| Période                            | Période                      | Identité                     | Étiquette                    | Étiquette                    |
| Président du conseil général       | Président du conseil général | Président du conseil général | Président du conseil général | Président du conseil général |
| ---------------------------------- | ---------------------------- | ---------------------------- | ---------------------------- | ---------------------------- |
| 1946                               | 1949                         | Georges Maurice              |                              | RAD                          |
| 1949                               | 1951                         | Armand Roux                  |                              | RAD                          |
| 1954                               | 1957                         | Edmond Quintard              |                              | RAD                          |
| 1957                               | 1964                         | Pierre Cibert                |                              | RAD                          |
| 1967                               | 1977                         | Pierre Abelin                |                              | CD, UDF-CDS                  |
| 1977                               | 2004                         | René Monory                  |                              | UDF-CDS, UDF-FD, UDF, UMP    |
| 2004                               | 2008                         | Alain Fouché                 |                              | UMP                          |
| 2008                               | 2015                         | Claude Bertaud               |                              | UMP                          |
| Président du conseil départemental |                              |                              |                              |                              |
| 2015                               | 2020                         | Bruno Belin                  |                              | UMP, LR                      |
| 2020                               | en cours                     | Alain Pichon                 |                              | DVD                          |

## Vice-présidents
,
| Vice-présidence                            | Élu                  |
| ------------------------------------------ | -------------------- |
| Personnes Âgées, Personnes Handicapées     | Valérie Dauge        |
| Éducation, Collèges, Université, Bâtiments | Henri Colin          |
| Aménagement du Territoire                  | Pascale Moreau       |
| Finances, Rapporteur Général du Budget     | Claude Eidelstein    |
| Action Sociale, Enfance, Famille           | Rose-Marie Bertaud   |
| Routes, Mobilités                          | Gilbert Beaujaneau   |
| Jeunesse, Sport, Citoyenneté               | Pascale Guittet      |
| Insertion, Emploi, Pôles Économiques       | Benoît Coquelet      |
| Aménagement et Inclusion Numériques        | Séverine Saint-Pé    |
| Agriculture, Ruralité                      | Jean-Louis Ledeux    |
| Ressources Humaines, Moyens Généraux       | Marie-Renée Desroses |

## Conseillers départementaux
Le conseil départemental de la Vienne comprend 38 conseillers départementaux issus des 19 cantons de la Vienne.
| Président du Conseil départemental |       |       |      |                      |
| Alain Pichon (DVD)                 |       |       |      |                      |
| Parti                              | Sigle | Sigle | Élus | Groupes              |
| Majorité (30 sièges)               |       |       |      |                      |
| Divers droite                      |       | DVD   | 22   | Union pour la Vienne |
| Sans étiquette                     |       | SE    | 8    | Union pour la Vienne |
| Opposition (8 sièges)              |       |       |      |                      |
| Parti socialiste et apparenté      |       | PS    | 2    |                      |
| Indépendant                        |       | IND   | 2    |                      |
| Vienne en transition               |       | VET   | 4    |                      |

## Identité visuelle

Logo de la Vienne (conseil général) de 1985 à avril 2015
Logo de la Vienne (conseil départemental) d'avril à juin 2015
Logo de la Vienne (conseil départemental) depuis juin 2015